# Aman Mikael Andom
Aman Mikael Andom (Zazzega, 21 giugno 1924 – Addis Abeba, 23 novembre 1974) è stato un politico e generale etiope.
È stato capo del consiglio amministrativo militare provvisorio, ossia Presidente del Derg e de facto Presidente dell'Etiopia, dal settembre al novembre 1974.
Rimase in carica dal colpo di Stato che depose l'imperatore Hailé Selassié fino alla morte, avvenuta in una sparatoria contro i suoi ex sostenitori.